# La Minerve (Québec)
La Minerve ist ein Dorf in der Verwaltungsregion Laurentides im Südwesten der kanadischen Provinz Québec. La Minerve wurde 1885 gegründet und gehört zur regionalen Grafschaftsgemeinde (französisch municipalité régionale de comté, MRC) Les Laurentides.
Es liegt in den Laurentinischen Bergen und ist bekannt als Ferien- und Wandergebiet. Ein Teil des Gebietes liegt im Papineau-Labelle Wildlife Reserve.

## Persönlichkeiten
- Jean-Claude Dussault (1930–2012), Autor und Journalist
- Rémi Sainte-Marie MAfr (1938–2022), kanadischer Ordensgeistlicher und römisch-katholischer Erzbischof von Lilongwe in Malawi